# Deutscher IT-Sicherheitspreis
Der Deutsche IT-Sicherheitspreis ist ein von der Horst Görtz Stiftung vergebener Geldpreis für innovative Sicherheitslösungen und -anwendungen im Bereich der IT-Sicherheit. Er ist der höchstdotierte deutsche IT-Sicherheitspreis und wird alle zwei Jahre verliehen.

## Beschreibung
Mit dem Deutschen IT-Sicherheitspreis werden einzelne Forschende und Entwickelnde sowie Forschungs- und Entwicklungs-Teams in Universitäten, Forschungsinstituten und Unternehmen für Konzepte oder Lösungen im Bereich der IT-Sicherheit, Kryptografie, System- und Netzsicherheit und Abwehr von Cyberangriffen ausgezeichnet. Neben dem Faktor der Innovation sollen eingereichte Projekte auch „über reale Marktchancen verfügen“ sowie „nützlich und nutzbar sein“.
Der Deutsche IT-Sicherheitspreis ist der am höchsten dotierte Preis für IT-Sicherheit und gilt als einer der höchstdotierten Wissenschaftspreise in Deutschland. Die Bekanntgabe der Gewinnerprojekte aus den Reihen der Nominierten erfolgt erst bei der Preisvergabe. Der Hauptpreis ist mit 100.000 Euro dotiert. Seit 2022 wird die Auszeichnung von Künstler Reinhard Doubrawa gestaltet. Preistragende werden durch eine unabhängige Expertenjury aus Wissenschaft und Wirtschaft in einem zweistufigen Verfahren ermittelt. Aus eingereichten Kurzzusammenfassungen der Projekte werden die vielversprechendsten ausgewählt und sodann anhand schriftlicher Gutachten bewertet. Die Auswahl der Finalisten und Gewinnprojekte erfolgt im Rahmen einer Jurysitzung.

## Geschichte

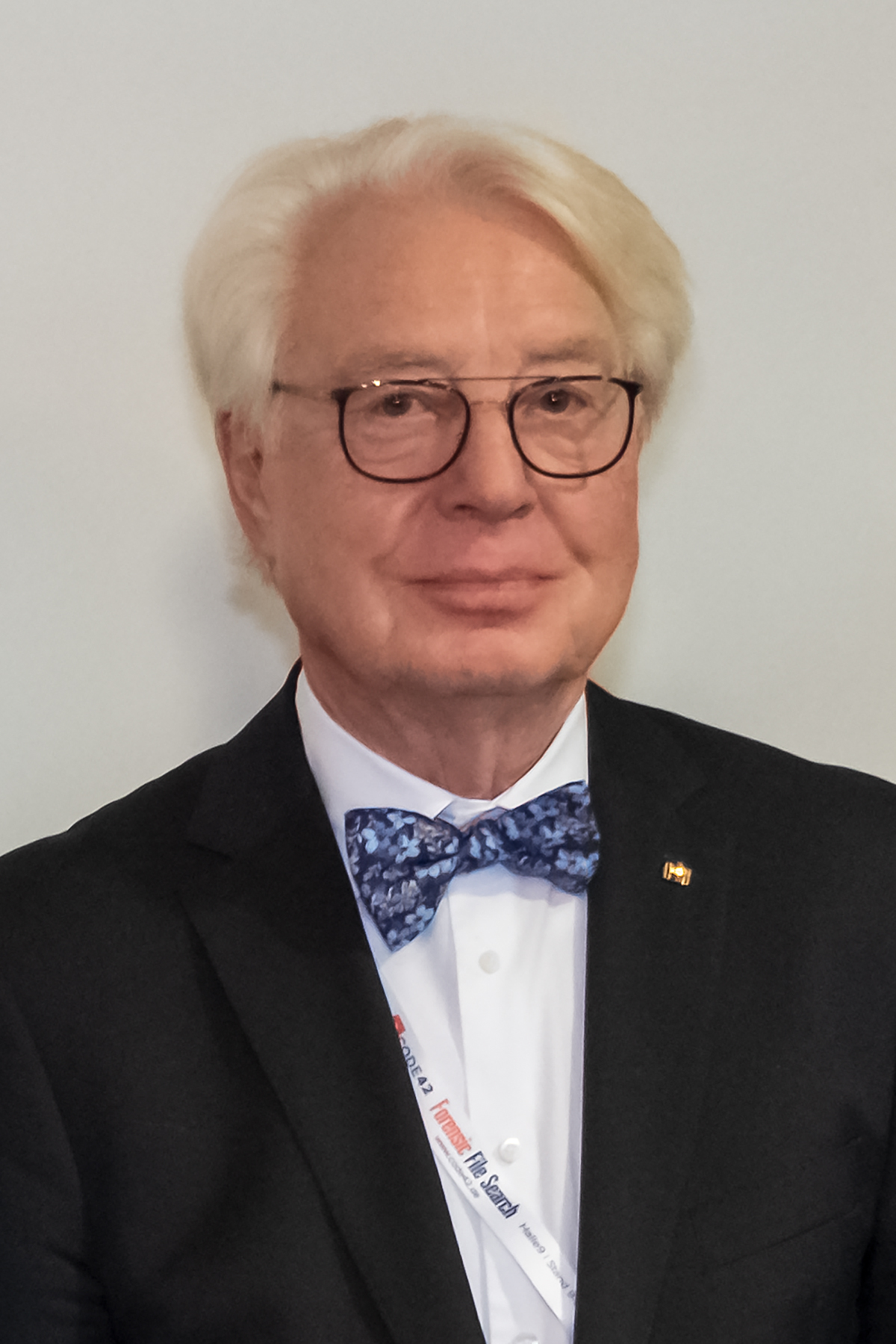
Preisverleihung 2018, Stifter Horst Görtz

Der Deutsche IT-Sicherheitspreis wurde von Horst Görtz ins Leben gerufen und im Jahr 2006 erstmals verliehen. Der frühere Unternehmer Görtz hatte seinen beruflichen Schwerpunkt selbst im Bereich der Informationssicherheit und sieht die Förderung und Weiterentwicklung der Informationssicherheit in Deutschland als ein persönliches Anliegen. Daneben fördert die Horst Görtz Stiftung Stiftungsprofessuren, Doktoranden und Veranstaltungen im Bereich der IT-Sicherheit. Im Jahr 2012 wurden erstmals zwei erste und zweite Preise und kein dritter Preis verliehen sowie im Jahr 2014 zwei dritte Preise. Das Preisgeld wurde zu diesem Zweck jeweils anders aufgeteilt. Der Festakt zur Preisverleihung wird stets von verschiedenen Institutionen ausgerichtet. Die Verleihung des 8. Deutschen IT-Sicherheitspreises fand am 15. Februar 2021 aufgrund der Covid-19-Pandemie online statt.

## Preisträger
2006
- 1. Preis: Detektor für Trojaner, Thomas Dullien, Sabre Security GmbH Bochum
- 2. Preis: Echtheitszertifikat für Funk-Etiketten, Erwin Heß und Bernd Meyer, Siemens Corporate Technology München
- 3. Preis: Eintrittskarte für Datenpakete, Ulrich Kühn und Roger P. Karrer, Deutsche Telekom AG Laboratories Berlin

2008
- 1. Preis: Bingo Voting – Verifizierbare Wahlen mit Wahlmaschinen, Michael Bär, Jens-Matthias Bohli, Christian Henrich, Jörn Müller-Quade, Stefan Röhrich und Carmen Stüber, Europäisches Institut für Systemsicherheit
- 2. Preis: Zukunftssichere digitale Signaturen – FutureSign, Johannes Buchmann und Erik Dahmen, Fachgebiet Theoretische Informatik der Technischen Universität Darmstadt
- 3. Preis: PTFinder/PoolFinder und Psylock, Andreas Schuster und Dieter Bartmann, Lehrstuhl für Wirtschaftsinformatik II der Universität Regensburg

2010
- 1. Preis: PRESENT – Kostenoptimierte Sicherheit für pervasive Rechnerwelten, Gregor Leander, TU Denmark; Christof Paar, Ruhr-Universität Bochum; Axel Poschmann, Technische Universität Nanyang
- 2. Preis: ROPdefender: Ein Tool zur Prävention von Return-Oriented Programming Angriffen, Lucas Davi, Ruhr-Universität Bochum; Ahmad-Reza Sadeghi, TU Darmstadt; Marcel Winandy, Ruhr-Universität Bochum
- 3. Preis: Secure Overlay for IPsec Discovery (SOLID), Michael Roßberg und Günter Schäfer, Technische Universität Ilmenau

2012
- 1. Preis: Kryptographisches Protokoll mit inhärenter Seitenkanalresistenz, Berndt Gammel, Wieland Fischer und Stefan Mangard, Infineon Technologies AG
- 1. Preis: OmniCloud: Sicheres Datenbackup in beliebigen Storage-Clouds, Michael Herfert, Thomas Kunz, René Palige und Ruben Wolf, Fraunhofer-Institut für Sichere Informationstechnologie CASED
- 2. Preis: LaPiN: Effiziente Authentifizierung für Low End-Hardware, Stefan Heyse und Eike Kiltz, Ruhr-Universität Bochum; Vadim Lyubashevsky, École Normale Supérieure Paris; Krzysztof Pietrzak, ISTA
- 2. Preis: ForBild: Forensische Bilderkennung, Martin Steinebach, Huajian Liu und York Yannikos, Fraunhofer-Institut für Sichere Informationstechnologie Darmstadt CASED

2014
- 1. Preis: Blurry-Box-Kryptographie: Kerckhoffs' Prinzip für den Softwareschutz, Axel Engelmann, Rüdiger Kügler, Alexander Schmitt, Wolfgang Völker, Peer Wichmann, Oliver Winzenried von WIBU-Systems AG; Jörn Müller-Quade, Matthias Huber, Bernhard Löwe, Brandon Broadnax, Karlsruher Institut für Technologie
- 2. Preis: SPLlift: Hocheffiziente gleichzeitige Codeanalyse von Millionen von Softwarekonfigurationen, Eric Bodden, Fraunhofer-Institut für Sichere Informationstechnologie Darmstadt und TU Darmstadt; Társis Tolêdo und Paulo Borba, Federal University of Pernambuco; Marcio Ribeiro, Federal University of Alagoas; Claus Brabrand, IT University of Copenhagen; Mira Mezini, TU Darmstadt
- 3. Preis: Mikrokernel zur Absicherung von mobilen Endgeräten, Christoph Peylo, trust2core GmbH; Hermann Härtig, Technische Universität Dresden; Adam Lackorzynski, Kernkonzept GmbH; Matthias Broll und Aubrey-Derrick Schmidt, T-Systems Int GmbH
- 3. Preis: SRT AppGuard: Berechtigungsmanagement für Android, Sven Obser, Philipp von Styp-Rekowsky, Michael Backes, Backes SRT GmbH

2016
- 1. Preis: Harvester – Vollautomatische Extraktion von Laufzeitwerten aus obfuskierten Android-Applikationen, Siegfried Rasthofer, Steven Arzt und Marc Miltenberger, Fraunhofer SIT und Technische Universität Darmstadt; Eric Bodden, Heinz Nixdorf Institut, Universität Paderborn und Fraunhofer IEM
- 2. Preis: Joern – Intelligente Schwachstellensuche durch Graph-Mining, Konrad Rieck, Daniel Arp, Hugo Gascon, Alwin Maier, Christian Wressnegger und Fabian Yamaguchi, Technische Universität Braunschweig
- 3. Preis: SocialSec – A Serious Game on Social Engineering, Sebastian Pape, Goethe-Universität Frankfurt; Kristian Beckers, Technische Universität München

2018
- 1. Preis: Enclosure-PUF – Tamper Proofing Commodity Hardware and other Applications, Heiko Koepke, Christian Zenger, Pascal Zimmer, Physec GmbH
- 2. Preis: nicht vergeben
- 3. Preis: DOMPurify – Client-Side Protection against Cross-Site-Scripting (XSS), Mario Heiderich, Ruhr-Universität Bochum, Cure53, Berlin; Jörg Schwenk, Ruhr-Universität Bochum

2020

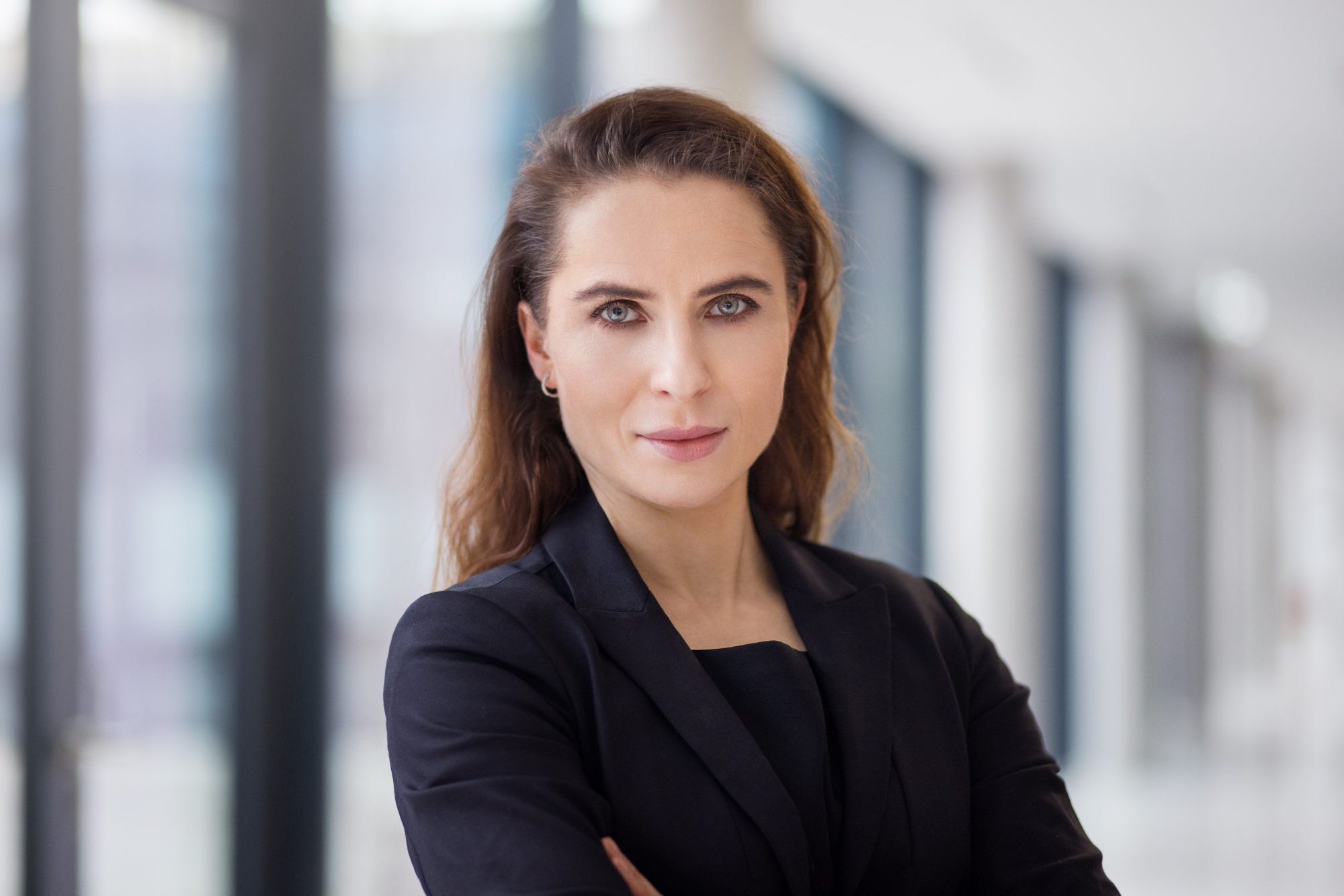
Haya Schulmann, Preisträgerin 2020

- 1. Preis: Cache Test, Haya Schulmann, Fraunhofer-Institut für Sichere Informationstechnologie SIT und Nationales Forschungszentrum für angewandte Cybersicherheit Athene Darmstadt
- 2. Preis: ContactGuard, Christian Weinert und Thomas Schneider, TU Darmstadt; Matthias Senker, APIIDA AG; Daniel Kales und Christian Rechberger, Technische Universität Graz
- 3. Preis: TeeRex, Tobias Cloosters, Michael Rodler und Lucas Davi, Universität Duisburg-Essen

2022
- 1. Preis: Einfach sicher: Ein Werkzeugkasten zur automatisierten Erstellung geschützter Hardware, David Knichel, Amir Moradi, Nicolai Müller und Pascal Sasdrich
- 2. Preis: Morphing Attack Detection (MAD), Christoph Busch, Christian Rathgeb, Ulrich Scherhag, Daniel Fischer, Siri Lorenz und Juan Tapia
- 3. Preis: Carbyne Stack – Eine Open Source Secure Multiparty Computation Cloud Plattform, Sven Trieflinger, Sebastian Becker, Vadim Raskin, Volker Suschke, Vincent Rieder, Jared Weinfurtner und Hanna Modica

2024
- 1. Preis: CryptOpt: Verified and High-Performance Cryptographic Code, Yuval Yarom, Joel Kuepper, Andres Erbsen, Jason Gross, Owen Conoly, Chuyue Sun, Samuel Tian, David Wu, Adam Chlipala, Chitchanok Chuengsatiansup, Daniel Genkin und Markus Wagner
- 2. Preis: Fuzzware: Automatisierte Schwachstellenanalyse für eingebettete Systeme, Tobias Scharnowski, Simon Wörner, Johannes Willbold
- 3. Preis: Entwicklung einer hoch-modularen Plattform für Cyber Security Analytics, Matthias Vallentin, Johan Hesse, Julia Vallentin